# Orquestra Filharmònica Txeca

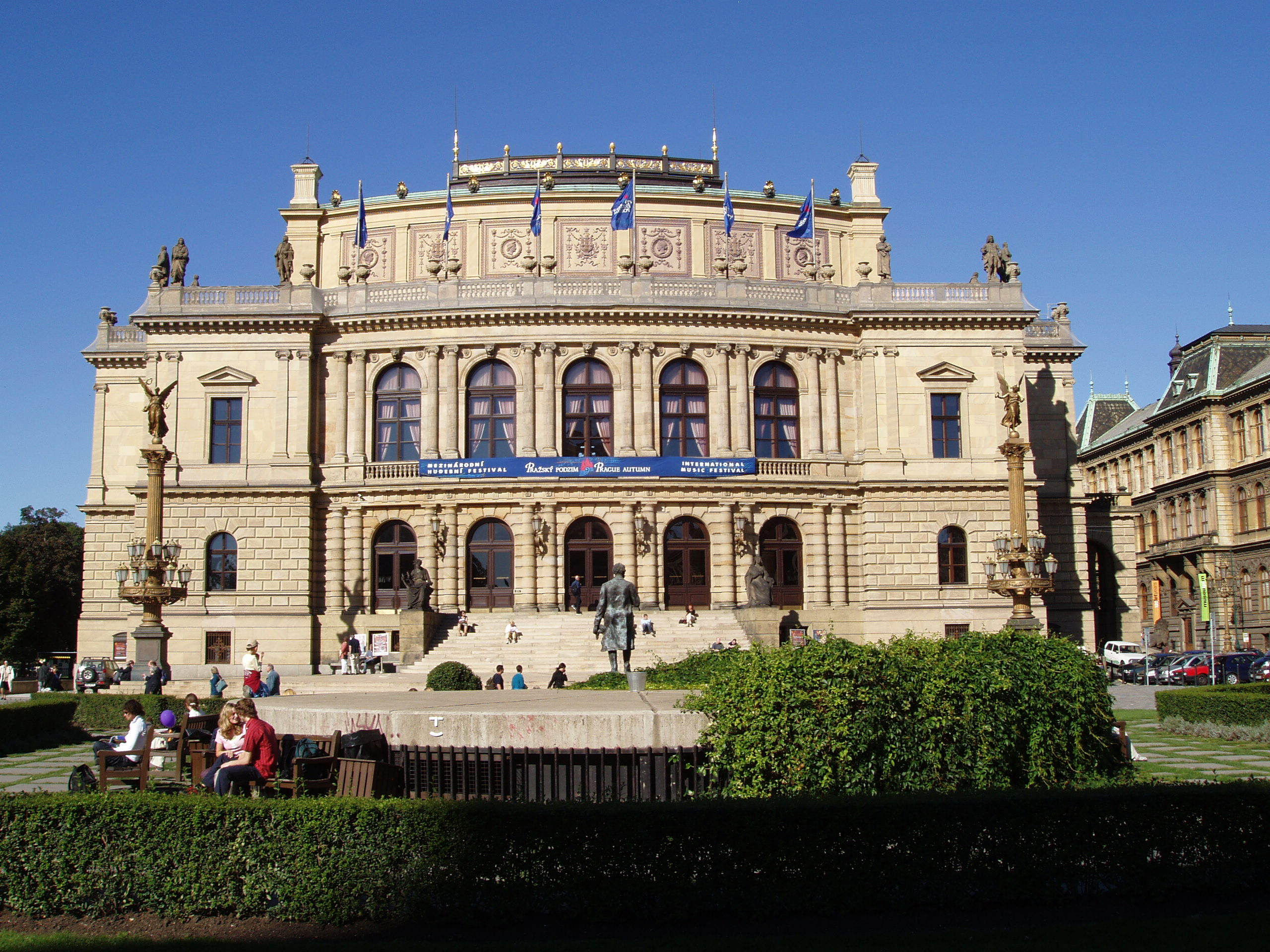
El Rudolfinum, seu dels concerts de l'Orquestra Filharmònica Txeca.

L'Orquestra Filharmònica Txeca (en txec: Česká Filharmonie, en francès: Orchestre philharmonique tchèque) és la principal i més cèlebre orquestra simfònica de la República Txeca. Va ser escollida com una de les millors deu orquestres europees en una votació de la revista francesa Le Monde de la Musique. Té la seu al Rudolfinum de Praga.

## Història
Els precedents de l'orquestra apareixen ja al segle xix, quan l'orquestra de l'Òpera Nacional de Praga començà a organitzar concerts simfònics. El primer concert de l'orquestra amb el nom actual va tenir lloc el 4 de gener de 1896, quan varen oferir obres d'Antonín Dvořák dirigides pel mateix compositor. A partir del 1901 l'Orquestra Filharmònica ja és completament independent de l'òpera.
El 1908, Gustav Mahler dirigí amb l'orquestra l'estrena musical de la seva Simfonia núm. 7. És, però, amb el compositor Václav Talich quan l'orquestra aconsegueix reconeixement internacional per la seva qualitat, que es va mantenir amb compositors tan prestigiosos com Václav Neumann, Karel Ančerl o Rafael Kubelík. A més dels directors titulars, també ha estat dirigida per importants directors convidats, entre els quals destaca el gran especialista en música txeca Sir Charles MacKerras.

## Llista dels directors titulars
- Semjon Byčkov (2018–  )[1]
- Jiří Bělohlávek (2012–2017)
- Elijahu Inbal (2009–2011)
- Zdeněk Mácal (2003–2007)[2]
- Vladímir Aixkenazi (1996–2003)
- Gerd Albrecht (1993–1996)
- Jiří Bělohlávek (1990–1992)
- Václav Neumann (1968–1989)
- Karel Ančerl (1950–1968)
- Rafael Kubelík (1942–1948)
- Václav Talich (1933–1941)
- Václav Talich (1919–1931)
- Vilém Zemanek (1903–1918)
- Ludvík Čelanský (1901–1903)